# Eleonora degli Albizi
Eleonora degli Albizi, o Albizzi (Firenze, 1543 – Firenze, 19 marzo 1634), è stata una nobildonna italiana e amante del Granduca di Toscana Cosimo I de' Medici.

## Biografia
Figlia di Luigi degli Albizi e di Nannina Soderini, venne notata dal Granduca ormai vedovo e più vecchio di lei di 24 anni, Cosimo, che iniziò a frequentarla dal 1565.
Divenutane l'amante, ebbe una figlia da lui nel 1566, che morì ancora in fasce (non se ne conosce nemmeno il nome). Nel 1567 nacque il figlio illegittimo Don Giovanni de' Medici.
Osteggiata dai figli legittimi di Cosimo ed Eleonora di Toledo, essa fu eliminata dalla scena, facendola maritare forzatamente col nobiluomo Carlo Panciatichi, che venne per questo graziato da una condanna a morte pendente. La coppia ricevette 10.000 scudi come beneplacito. Il Granduca prese in seguito un'altra amante, più o meno coetanea di Eleonora, Camilla Martelli.

## Discendenza
Eleonora ebbe tre figli da Carlo, fra i quali si ricorda solo Bartolomeo (nato nel 1577 e sposato a Maria Gianfigliazzi). 
In seguito venne ripudiata dal marito per adulterio nel 1578 e fu costretta a entrare nel monastero di Fuligno, a Firenze, dove visse per 56 anni, morendo nel 1634.